# هانا وأخواتها (فلم)
هنا وأخواتها (بالإنجليزية: Hannah and Her Sisters) هو فيلم كوميدي تم إنتاجه في الولايات المتحدة وصدر في سنة 1986. الفيلم من إخراج وودي آلن وكتابة وودي آلن.

## طاقم التمثيل
- وودي آلن
- مايكل كين
- مايا فارو
- ماكس فون سيدو

## القصة
في أثناء حفلة عيد الشكر، تعقد جلسة مصارحة لبحث المشاكل العائلية، الشخصيات الرئيسية ثلاث شقيقات: الأولى (لي) زوجة فريدريك، رسّامة. والثانية (هولي) تحلم أن تكون كاتبة أو ممثلة. أما الثالثة فهي (هانا) ممثلة شهيرة، جميلة، ذكية، أم وزوجة وشقيقة جيدة، باختصار مثالية وهي (محور) العائلة. لكن الأمر يختل حينما يقع (إليوت) زوج هانا في حب (لي) والتي تترك فريدريك، وتقع هولي في مشكلة صعبة وتقابل (ميكي) زوج هانا السابق، مما يعقد الأمور أكثر.

## الميزانية والإيرادات
بلغت تكلفة إنتاج الفيلم حوالي 6,400,000 (est.) دولار بينما حقق أرباحا تقدر بـ 59,000,000 دولار.

### ترشيحات وجوائز
| السنة | الحدث  | الفئة     | النتيجة |
| ----- | ------ | --------- | ------- |
|       | أوسكار | أفضل فيلم | ترشـيـح |

## وصلات خارجية
- مقالات تستعمل روابط فنية بلا صلة مع ويكي بيانات

1. ↑  "معلومات عن هانا وأخواتها (فيلم) على موقع synchronkartei.de". synchronkartei.de. مؤرشف من الأصل في 2019-03-28.
2. ↑  "معلومات عن هانا وأخواتها (فيلم) على موقع moviemeter.nl". moviemeter.nl. مؤرشف من الأصل في 2016-06-22.
3. ↑  "معلومات عن هانا وأخواتها (فيلم) على موقع kinopoisk.ru". kinopoisk.ru. مؤرشف من الأصل في 2017-01-22.